# 阿拉伯聯合酋長國經濟
自从1966年在阿联酋发现石油以来，原来的荒芜的沙漠一下子变成了富庶的油田，使这个国家在经济上发生了巨大的变化。
整个阿联酋主要有兩個玩家，阿布扎比酋长国與迪拜。前者有最多的石油储藏量，故阿布扎比算得上是真正的石油国家，也有石化產業。而迪拜因为坚信“当第二名会饿死”，很早就把石油當作其主要收入来源的的念頭斷了，投資實業與金融，使迪拜这个毫无资源的荒漠小邦，因為移民而變得繁华、有钱、奢侈，并不是因为有石油。迪拜的兴起和现在的高速发展，发展建设是全方位的多元化的，從70年代开运河、80年代做贸易、90年代推广观光旅游，到千禧年后，这里已经是中东地区的转运中心，观光旅游购物城、科技网络城。有商务目的的游客对阿布扎比的饭店业有着相当的重要性。 在一些比较重大的会议和贸易博览会期间，饭店宾馆的客房使用率可以达到百分之百。阿联酋的迪拜傳奇，讓後來的阿布達比也有樣學樣，建設奢華的奇特建築，並發展第三產業，年平均增长率是15到20个百分点，使旅游经济已成为阿联酋迪拜的主要经济收入来源之一。
阿联酋也進用大量移住勞工。根據菲律賓政府統計，在海外菲律賓人之中，在阿联酋就業的菲律賓人在人數上佔第三位。此外还有大量穆斯林国家的劳工。中国公司在当地就雇佣了大量的巴基斯坦司机。

## 主權基金
1. 阿布达比主權基金：在阿布达比证券交易所上市，最大股东是由阿布扎比政府控股的国际石油投资公司。投资于能源、基础设施、房地产、汽车及金融服务等多个领域，是资产规模冠居全球的主权财富基金。至2021年底，资产规模估计为6978.6亿美元。
2. 杜拜主權基金：杜拜投資公司Istithmar World，母公司是Dubai World，由杜拜政府掌控，至2021年底，资产规模3016亿美元。
3. 穆巴达拉投资公司:至2021年底，资产规模估计为 2430亿美元。

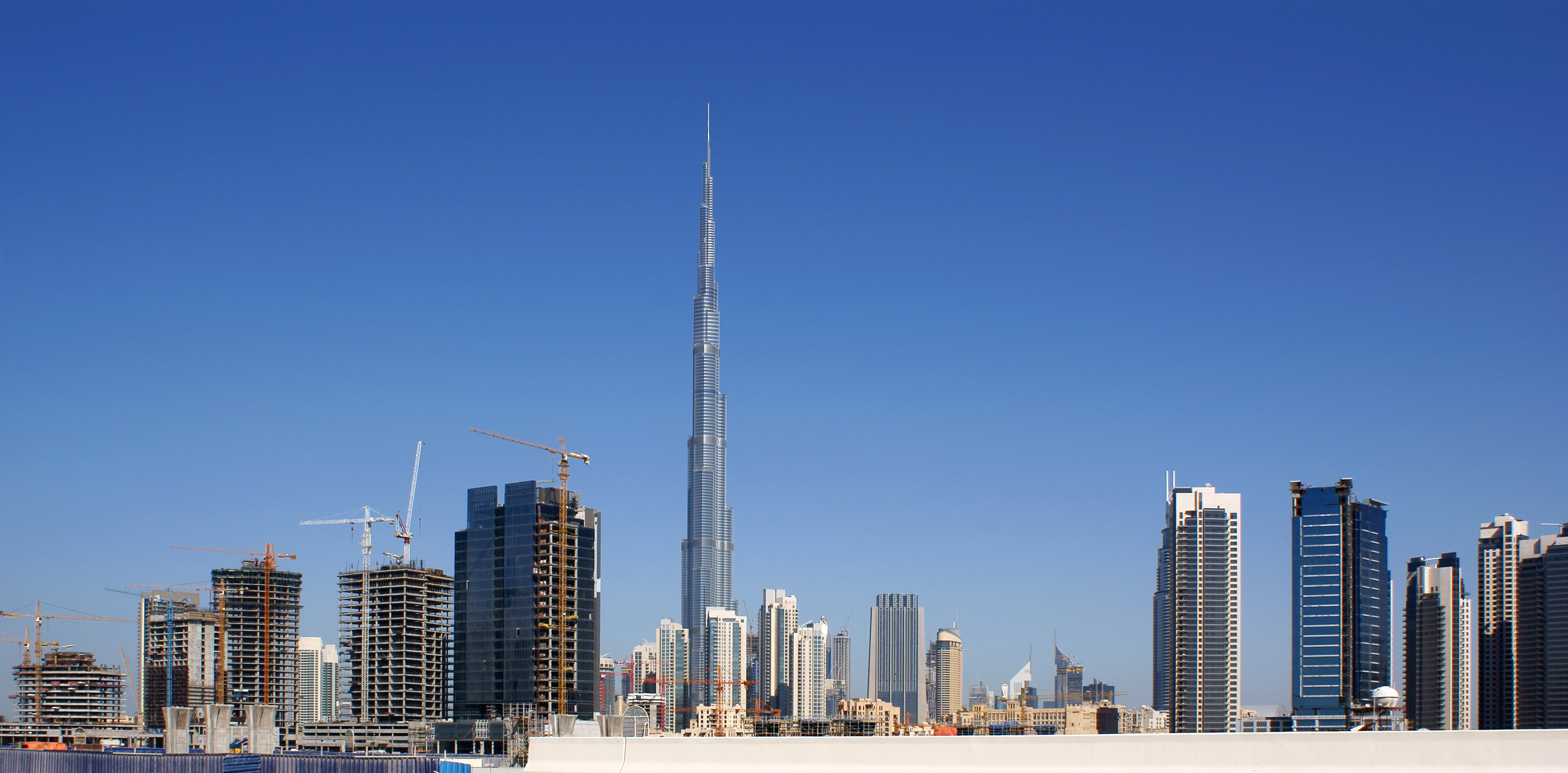
哈里發塔
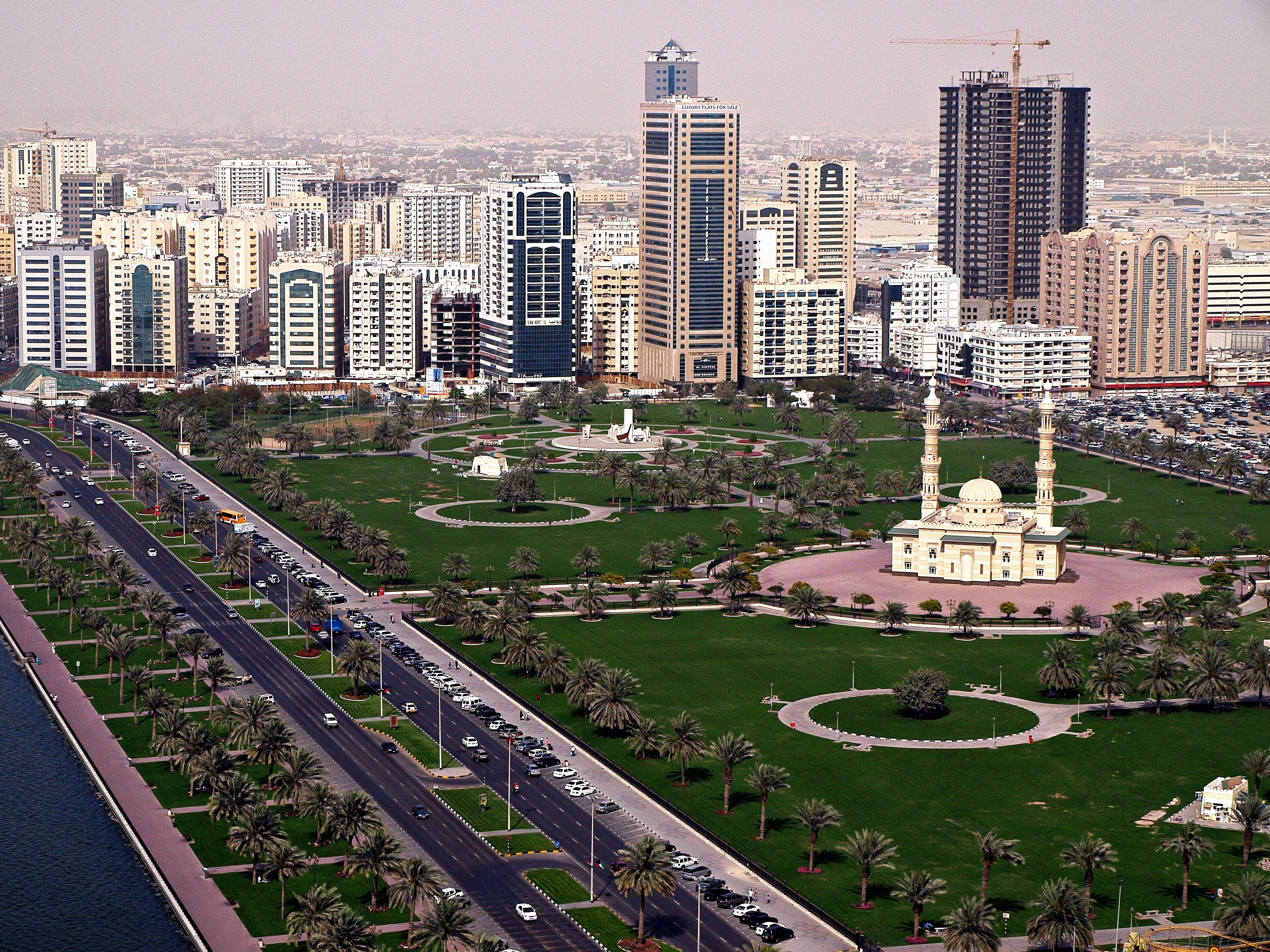
Sharjah城
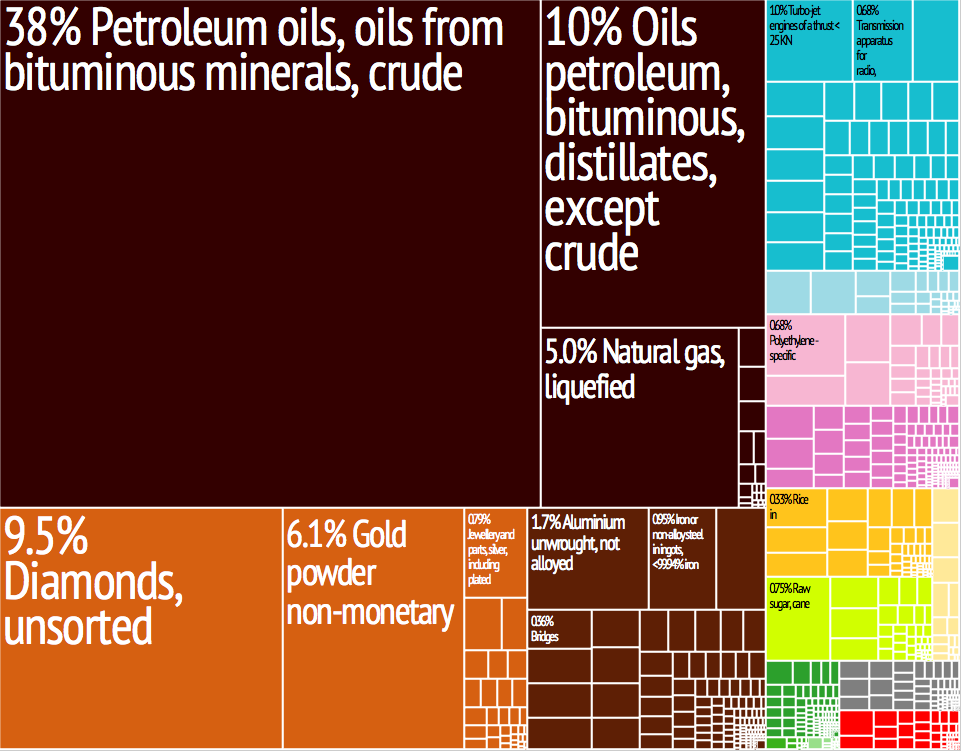
出口以石油為主
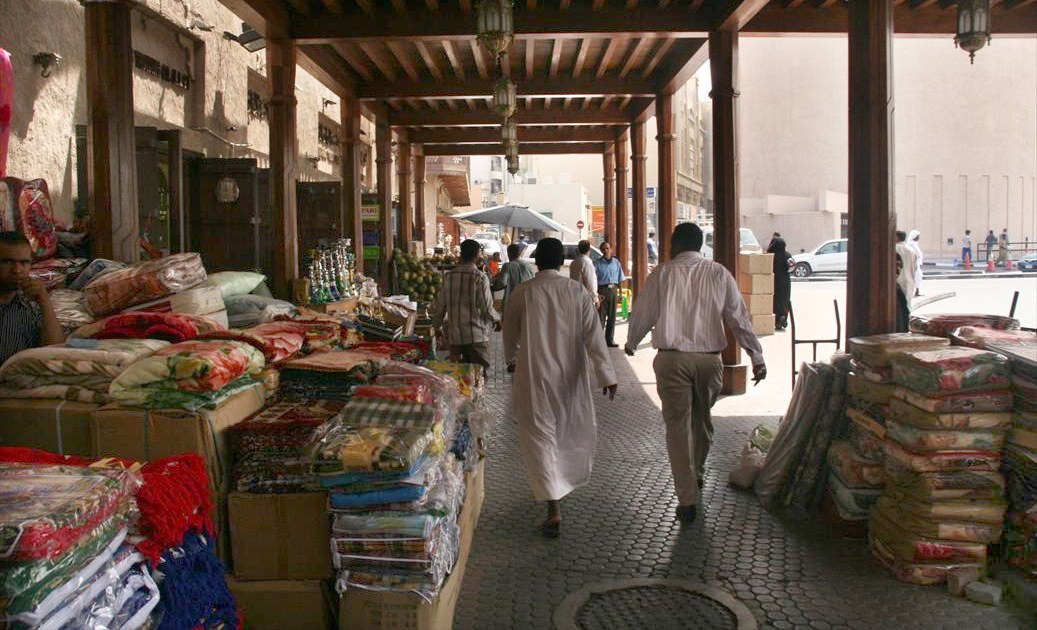
農產市集
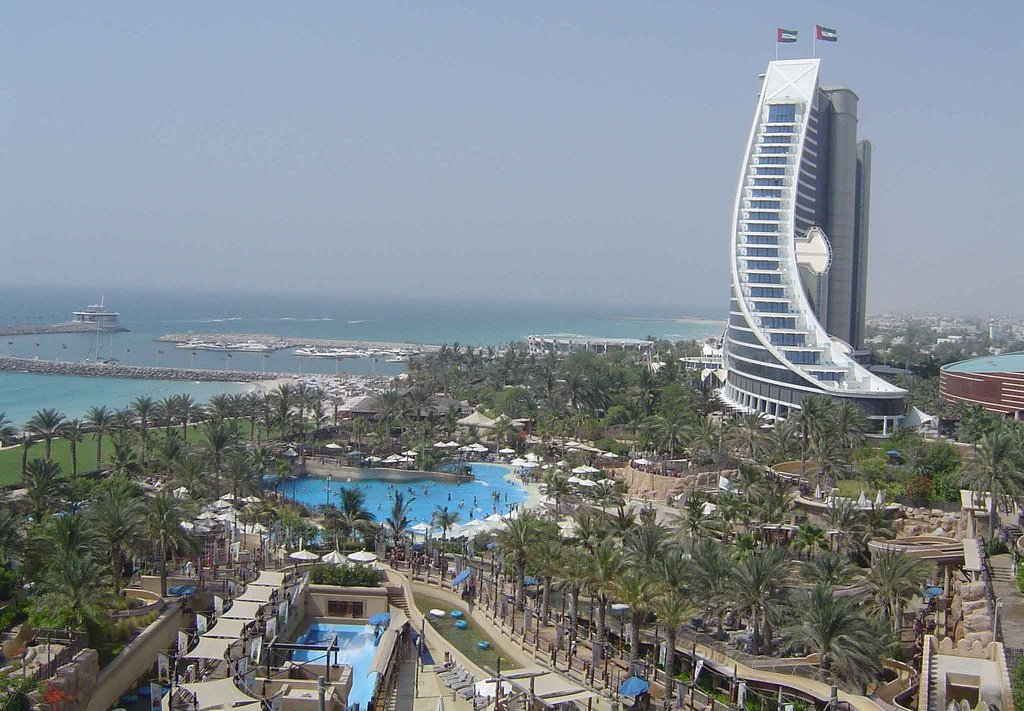
Wild-wadi